# Psammodromus occidentalis
Espèce
Psammodromus occidentalis est une espèce de sauriens de la famille des Lacertidae.

## Répartition
Cette espèce se rencontre dans l'ouest de l'Espagne et au Portugal.

## Étymologie
Le nom de cette espèce, occidentalis, fait référence à la distribution occidentale, l'ouest de l'Espagne, de ce lézard.

## Publication originale
- Fitze, Gonzalez-Jimena, San-José, San Mauro & Zardoya, 2012 : A new species of sand racer, Psammodromus (Squamata: Lacertidae), from the Western Iberian Peninsula. Zootaxa, no 3205, p. 41–52.